# Mesophlebion echinatum
Mesophlebion echinatum là một loài thực vật có mạch trong họ Thelypteridaceae. Loài này được (Mett.) Holttum mô tả khoa học đầu tiên năm 1975.